# August Pichler (Schauspieler, 1817)
Franz August Pichler (* 12. Februar 1817 in Hannover; † 25. Juni 1888 in Pyrmont) war ein österreichischer Theaterschauspieler und Komiker.

## Leben
Pichler, Sohn des Theaterdirektors August Pichler (1771–1856), ging erst in Braunschweig, wo er bis zu seiner Konfirmation bei seiner Schwester Wilhelmine Berger wohnte, und später in Detmold zur Schule.
1825 betrat Pichler in Münster als Pantomime erstmals eine Bühne. Später wirkte er in Göttingen, Aachen, Braunschweig, Magdeburg, Düsseldorf, Bremen sowie von 1850 bis 1888 am Hoftheater in Detmold. 